# Gaspard Corrette
Pour les articles homonymes, voir Gaspard et Michel Corrette.
Gaspard Corrette est un organiste et compositeur français qu’on a cru originaire de Delft, actif en France au début du XVIIIe siècle.

## Biographie
Sa vie est mal connue. Fils de Jean Corrette, maître à danser, et d'Elisabeth Claire Québault, couple dont la présence est attestée à Rouen en 1676, il naît vers 1670 et s'établit - s'il y est né - dans cette ville où il tient l’orgue de l'église Saint-Herbland. En 1700, il épouse à Rouen Marguerite Thérèse Vérard qui lui donnera neuf enfants, six filles et trois garçons, parmi lesquels Michel, compositeur prolifique, violoniste, pédagogue, claveciniste et organiste. 
Il s'établit plus tard à Paris où on perd sa trace. Il meurt avant 1733 selon la note sur le contrat de mariage de son fils, le 29 décembre 1732.

## Œuvre
La seule œuvre qui nous est parvenue est une messe du huitième ton ecclésiastique publiée à Paris en 1703. Il s’agit de la dernière messe écrite dans la grande tradition française fixée au XVIe siècle et illustrée entre autres par Guillaume-Gabriel Nivers, François Couperin et Nicolas de Grigny.
Huit de ces pièces ont été soigneusement recopiées dans le Livre d'orgue de Limoges.
Messe du 8e Ton pour l’Orgue à l’Usage des Dames Religieuses, et utile à ceux qui touchent l’orgue.
- Premier Kyrie - Grand Plein Jeu
- Fugue
- Cromhorne en Taille
- Trio à deux dessus
- Dialogue à deux Chœurs
- Gloria In Excelsis - Prélude à deux Chœurs
- Concert pour les Flûtes
- Duo
- Récit tendre pour le Nasard
- Dialogue de Voix humaine
- Basse de Trompette ou de Cromhorne
- Dessus de Tierce par accords
- Tierce en Taille
- Dialogue à deux Chœurs
- Graduel - Trio
- Offerte - Grand dialogue à trois Chœurs
- Premier Sanctus - Plein Jeu
- Second Sanctus - Duo
- Élévation - Cromhorne en Taille
- Plein Jeu à deux Chœurs pour le premier Agnus Dei
- Dialogue en Fugue, pour le Second Agnus Dei
- Deo Gratias - Grand Plein Jeu
- (Autre) Graduel - Basse de Trompette ou de Cromhorne
- (Autre) Élévation - Fond d’Orgue

## Discographie
- Early French organ Music, vol. 1, par Joseph Payne (Orgue Fisk de l'Université du Vermont) - CD Naxos 8.553214, 1995 (OCLC 34160930).
- Gaspard Corrette, Messe du 8e ton pour l'orgue à l'usage des dames religieuses, par Yves-G. Préfontaine à l'orgue historique Julien Tribuot (1699) en l’église St-Martin de Seurre, avec les Chantres du Roy, ATMA classique, CD : ACD22345, 2004  (OCLC 77029586).
- Gaspard Corrette, Messe à l'usage d'une Abbaye Royale, par Régis Allard à l'orgue historique (1631) en l'église Saint-Michel de Bolbec, avec l'Ensemble vocal Ad Limina, Hortus, CD : Hortus 061, 2009 (OCLC 658153437).
- Gaspard Corrette, L'œuvre intégrale pour orgue, Marina Tchebourkina, Grandes Orgues historiques de l'Abbatiale de Saint-Michel-en-Thiérache, CD Natives